# Afspændingspædagog
 Denne artikel bør gennemlæses af en person med fagkendskab for at sikre den faglige korrekthed.

Afspændingspædagoger arbejder med kroppen i centrum for læring og beskæftiger sig med sammenhængen mellem krop og psyke i et udviklingsperspektiv. Fagets område er netop integrationen af krop, følelse, erkendelse og handling.
Afspændingspædagoger udfører et sundhedspædagogisk arbejde som sigter mod bevidstgørelse og optimering af kropslig, emotionel og kognitiv funktion. Afspændingspædagoger støtter den enkelte i en udviklings- og erkendelsesproces set i forhold til sammenhængen mellem krop og psyke. Denne proces tager udgangspunkt i den enkeltes egen oplevelse af de kropslige fænomener som relateres til personens selvforståelse og aktuelle livssituation. 
Afspændingspædagoger arbejder med sundhedsfremme, forebyggelse, undervisning, pædagogik, formidling, behandling og rehabilitering.

## Beskæftigelsesområder
- familiebehandler
- motorisk konsulent
- arbejdsmiljøkonsulent
- sundhedsfremmekonsulent
- psykomotorisk terapeut i PPR
- psykomotorisk terapeut i socialpsykiatrien
- psykomotorisk terapeut på plejecenter
- psykomotorisk terapeut i bofællesskab
- privatpraktiserende psykomotorisk terapeut
- stressforebyggelse, stresshåndtering og behandling
- fødselsforberedelse og efterfødsel

Afspændingspædagogik og psykomotorik blev et selvstændigt fag i 1940'erne. Gerda Alexander, Ingrid Prahm og Marussia Bergh betragtes i dag som fagets grundlæggere.
Afspænding er den almindelige populære betegnelse for afspændingspædagogik